# Jędrzej Jędrych
Jędrzej Jędrych (ur. 11 sierpnia 1967 w Kolbuszowej) – polski polityk, politolog, poseł na Sejm V kadencji.

## Życiorys
Ukończył studia na Uniwersytecie Śląskim. Od lat 90. związany ze SKOK-ami, przed wyborem na posła był dyrektorem regionalnym TU SKOK Życie S.A. w Katowicach. Pełnił także funkcję rzecznika prasowego wojewody Marka Kempskiego.
Należał do Ruchu Odbudowy Polski, od 2001 związany z PiS. W 2001 bezskutecznie kandydował z jego listy do Sejmu. W latach 2002–2005 zasiadał w sejmiku śląskim z listy koalicji POPiS.
W 2005 z listy Prawa i Sprawiedliwości uzyskał mandat posła z okręgu gliwickiego liczbą 13 791 głosów. W wyborach parlamentarnych w 2007 bez powodzenia ubiegał się o reelekcję.
Od września 2008 pełnił obowiązki prezesa Górnika Zabrze, po rezygnacji z tej funkcji Ryszarda Szustera. W grudniu tego samego roku został wybrany przez radę nadzorczą sportowej spółki akcyjnej Górnik Zabrze na jej prezesa; sprawował tę funkcję do marca 2010.
W 2018 prezydent Andrzej Duda odznaczył go Krzyżem Kawalerskim Orderu Odrodzenia Polski, a także Krzyżem Wolności i Solidarności.